# Вінтман Павло Ілліч
Вінтман Павло Ілліч (20 жовтня 1918 року, м. Маріуполь — 21 липня 1942 року, поблизу с. Шилово Воронезької області) — поет.

## Біографія
Вінтман Павло Ілліч народився 20 жовтня 1918 року в місті Маріуполь Донецької області. Закінчив школу в Маріуполі. Вищу освіту отримував у Київському державному університеті, куди поступив у 1937 році. Вінтман був учасником війни з білофінами та Другої світової війни. Лейтенант, командир стрілецької роти 748 стрілецького полку 206 стрілецької дивізії загинув 21 липня 1942 на Шиловському плацдармі у Воронезькій битві. Загинув у бою поблизу села Шилово Воронезького району Воронезької області.

## Творчість
Вінтман Павло почав друкуватись у 1940 році. У передвоєнні роки в його віршах звучала тема майбутньої битви з фашизмом. Поет прославляв відданість Вітчизні, готовність до подвигу. Саме такоюґє тематика віршів «Романтико ночей сивих», «Призивнику», «В. Койвісто», «Моєму зводові»). Поезії наповнені любов'ю до рідної землі пройнятий. Цикл «Татарський степ» передає передчуття грізних випробувань, близької розлуки з коханою, що надає проникливості ліриці.
Зображення суворих бойових буднів — тема творів «Шкіци до поеми», «Харківському фронту» тощо.

## Збірки поезій
- «Блакитні сліди» (1977)
- Колективні збірки «Іменае» (М., 1963)
- Колективна збірка «З фронтової лірики» (М., 1981)
- Колективна збірка «Прапори і багнети» (К., 1986) та ін.